# Мостович, Владимир Яковлевич
Владимир Яковлевич Мостович (1880—1935) — русский и советский учёный-металлург. Заслуженный деятель науки и техники РСФСР (1934). Создатель научной школы металлургов в Сибири.

## Биография
Родился 8 (20) апреля 1880 года в Риге. Окончил в 1897 году рижское реальное училище, а в 1903 году химическое отделение Рижского политехнического института, получив диплом инженера-технолога. Приняв приглашение в Томского технологического института, с 1 августа 1903 года был назначен старшим лаборантом металлургической лаборатории института.
В 1906 году был командирован на два года в Германию и на год в США. В Германии он слушал лекции у ведущих профессоров, занимался проблемами металлургии у профессоров в Шарлоттенбурге, во Фрейденбургской горной академии, посетил ряд заводов и заводских лаборатории. В США посещал лекции профессора Н. О. Хофмана в Бостонском технологическом институте; в Гарвардском университете слушал курс металлургии меди у профессора Е. Е. Петерса; занимался в металлургической лаборатории профессора Н. М. Хавса в Колумбийском университете. Летом 1910 года он вновь был в Германии — для завершения начатых работ в лаборатории Шарлоттенбургского политехникума по металлографии и её применению в металлургии цветных металлов.
В 1911 году был назначен штатным преподавателем кафедры металлургии Варшавского политехнического института. С сентября 1912 года состоял на должности экстраординарного профессора Томского технологического института; вёл курс по металлургии металлов, спецкурс по металлургии цветных металлов, пробирному искусству, руководил занятиями в лаборатории химической технологии и дипломным проектированием. Был проректором института (с ноября 1919 по июнь 1920 г.), членом промышленного отдела (1919 г.), в 1913/14 учебном году — членом профессорского дисциплинарного суда; в 1920 году утверждён профессором кафедры цветных металлов.
С 1925 г. преподавал в Московской горной академии, заведующий лабораторией цветных металлов.
В процессе реорганизации Томского технологического института в 1931 году был назначен профессором в Горно-металлургический институт в Орджоникидзе (ныне Северо-Кавказский горно-металлургический институт. В 1934 году утверждён в учёной степени доктора технических наук без защиты диссертации.
В 1929—1932 гг. активно участвовал в разработке технологий плавки меди при реконстуркции уральских заводов. Им был разработан один из первых комбинированных процессов гидрометаллургии и флотации (метод Мостовича) для переработки труднообогатимых и окисленных медных руд, который заключается в выщелачивании меди серной кислотой, цементации её на железном скрапе и последующей флотации цементной меди.
Умер в Москве 5 августа 1935 года. Похоронен на Новодевичьем кладбище (4 уч. 1 ряд).